# Gastr del Sol
Gastr del Sol war eine Band aus Chicago (USA), die den größten Teil der Zeit ihres Bestehens aus den beiden Mitgliedern David Grubbs und Jim O’Rourke bestand. Zwischen 1993 und 1998 veröffentlichten sie sieben Alben, die stilistisch von Post-Rock (womit sie in erster Linie in Verbindung zu bringen waren) bis Musique concrète reichten.

## Geschichte
David Grubbs, ein ehemaliges Bandmitglied von Squirrel Bait und Bastro, gründete Gastr del Sol im Jahr 1991. Das erste Album, The Serpentine Similar, erschien 1993. Die ursprüngliche Konstellation der Band wurde kurzzeitig erweitert durch den Bassgitarristen und den Schlagzeuger von Bastro, Bundy K. Brown und John McEntire, die 1994 die Band bereits wieder verließen, um sich der Band Tortoise anzuschließen. Im selben Jahr schloss Jim O’Rourke sich Gastr del Sol an.
Die Band wurde nun hauptsächlich von Grubbs und O’Rourke getragen, welche sie durch ständig wechselnde Gastmusiker erweiterten. Auch John McEntire arbeitete weiterhin an verschiedenen Aufnahmen mit, obwohl er kein offizielles Mitglied der Band mehr war.
Die meisten Veröffentlichungen erschienen bei Drag City Records, angefangen mit dem Album Crookt, Crackt, or Fly von 1994. Von Work From Smoke, dem zentralen Stück auf diesem Album, rühren auch Grubbs and O’Rourkes Hang zu von Bassklarinetten begleiteten atonalen Gitarrenklängen und Grubbs zunehmend surreale Liedtexte her.
Zwei Neuerscheinungen folgten 1995. Auf der Mirror Repair EP flossen Elemente der elektronischen Musik mit ein. The Harp Factory on Lake Street kann als ihre experimentellste Arbeit angesehen werden; es ist ein Werk für Kammerorchester mit spärlich eingestreuten Gesangspassagen und Klavierklängen, die von Grubbs eingespielt wurden.
Auf dem 1996 erschienenen Album Upgrade & Afterlife variieren O’Rourke und Grubbs ihre musikalischen Ansätze in weitere Richtungen. Das Stück Our Exquisite Replica of „Eternity“ erinnert an Filmmusik (es taucht unter anderem auch ein längeres Sample aus dem Film Die unglaubliche Geschichte des Mister C. auf). Des Weiteren enthält es eine eigene erweiterte Interpretation von John Faheys Stück Dry Bones in the Valley, mit Tony Conrad als Gast an der Violine.
Mit der Veröffentlichung des Albums Camoufleur 1996 wagten sich Gastr del Sol weiter in das Gebiet konventioneller Musik vor und brachten damit ihr am leichtesten zugängliches und auch populärstes Album hervor. Seine Akkordmuster, Melodiefolgen und die Verwendung des Flügelhorns lassen bereits O’Rourkes spätere musikalische Entwicklung in Richtung Future Pop erahnen. Markus Popp, ein Mitglied des Clicks & Cuts-Projekts Oval, drückte dem Album seinen elektronischen Stempel auf.
Nach der Veröffentlichung von Camoufleur lösten Gastr del Sol sich auf. Grubbs and O’Rourke veröffentlichten weiterhin Alben unter ihren eigenen Namen in den Bereichen Rock, Pop und experimenteller Musik.

## Diskografie

### Alben
- The Serpentine Similar (1993)
- 20 Songs Less (1993)
- Crookt, Crackt, or Fly (1994)
- Mirror Repair (1995)
- The Harp Factory on Lake Street (1995)
- Upgrade & Afterlife (1996)
- Camoufleur (1998)

### EPs
- Mirror Repair (1994)

### Singles
- The Harp Factory on Lake Street (1995)